# Gunung Pucuksaiak
Gunung Pucuksaiak är ett berg i Indonesien.   Det ligger i provinsen Aceh, i den västra delen av landet, 1 600 km nordväst om huvudstaden Jakarta. Toppen på Gunung Pucuksaiak är 1 042 meter över havet.
Terrängen runt Gunung Pucuksaiak är huvudsakligen lite bergig. Runt Gunung Pucuksaiak är det ganska glesbefolkat, med 43 invånare per kvadratkilometer. I omgivningarna runt Gunung Pucuksaiak växer i huvudsak städsegrön lövskog.